# Joan Caulfield
Beatrice Joan Caulfield (West Orange, 1º giugno 1922 – Los Angeles, 18 giugno 1991) è stata un'attrice statunitense.

## Biografia
Di famiglia agiata, Joan Caulfield frequentò le scuole più esclusive del New Jersey, come la Miss Beard's School di East Orange, dove fece il suo debutto come attrice in A Kiss for Cinderella. Alla metà degli anni trenta il padre Henry, facoltoso uomo d'affari, subì dei rovesci finanziari che lo costrinsero a trasferirsi con la famiglia a New York, dove Joan proseguì gli studi alla Columbia University. All'inizio degli anni quaranta, dopo essersi affermata come indossatrice e fotomodella, venne scoperta dal produttore e regista teatrale George Abbott e scritturata come ballerina di fila per la commedia musicale Beat the Band, che andò in scena a Broadway nell'autunno del 1942, e successivamente promossa al ruolo di prima ballerina in Kiss and Tell (1943). Vincitrice di un premio come debuttante più promettente del 1943, successivamente fu notata dai produttori hollywoodiani della Paramount Pictures, che la fecero esordire nel film Miss Susie Slagle's (1946).
Bionda, delicata ed elegante, la Caulfield si impose per bellezza e glamour tra le stelle principali della Paramount, ottenendo il ruolo di protagonista nelle commedie Monsieur Beaucaire (1946), al fianco di Bob Hope, e Cieli azzurri (1946), un musical con canzoni di Irving Berlin, in cui diede una sensibile interpretazione della chorus girl Mary O'Hara e fu l'oggetto dell'interesse romantico di Bing Crosby e Fred Astaire. L'anno successivo l'attrice confermò il suo ruolo di ragazza per bene, ricca di fascino ma contegnosa, ottenendo il ruolo di Ruth Wilkins in un'altra commedia, Sessanta lettere d'amore (1947), tratta da un successo di Broadway di Norman Krasna, in cui ebbe come partner  William Holden. La Caulfield ottenne ottime recensioni da parte dei critici per la sua avvenenza e per la gradevole interpretazione, e il film riscosse un grande successo di pubblico, tanto che ebbe un seguito due anni più tardi, dal titolo Abbasso mio marito (1949), interpretato dal medesimo cast. Nel frattempo la Caulfield tornò al fianco di Bing Crosby in Benvenuto straniero! (1947), nel ruolo dell'insegnante Trudy Mason, e venne prestata alla Warner Brothers per il noir L'alibi di Satana (1947), in cui apparve accanto a Claude Rains e Audrey Totter.
Una leggenda vuole che lo scrittore J.D. Salinger - per il nome del protagonista del suo celebre romanzo Il giovane Holden - abbia tratto ispirazione dal manifesto di Sessanta lettere d'amore (Dear Ruth) in cui apparvero affiancati i nomi della Caulfield e del co-protagonista William Holden, ma in realtà il personaggio di Holden Caulfield apparve già nel racconto breve The Life and Best of the Peter Pans (1942), mai pubblicato.

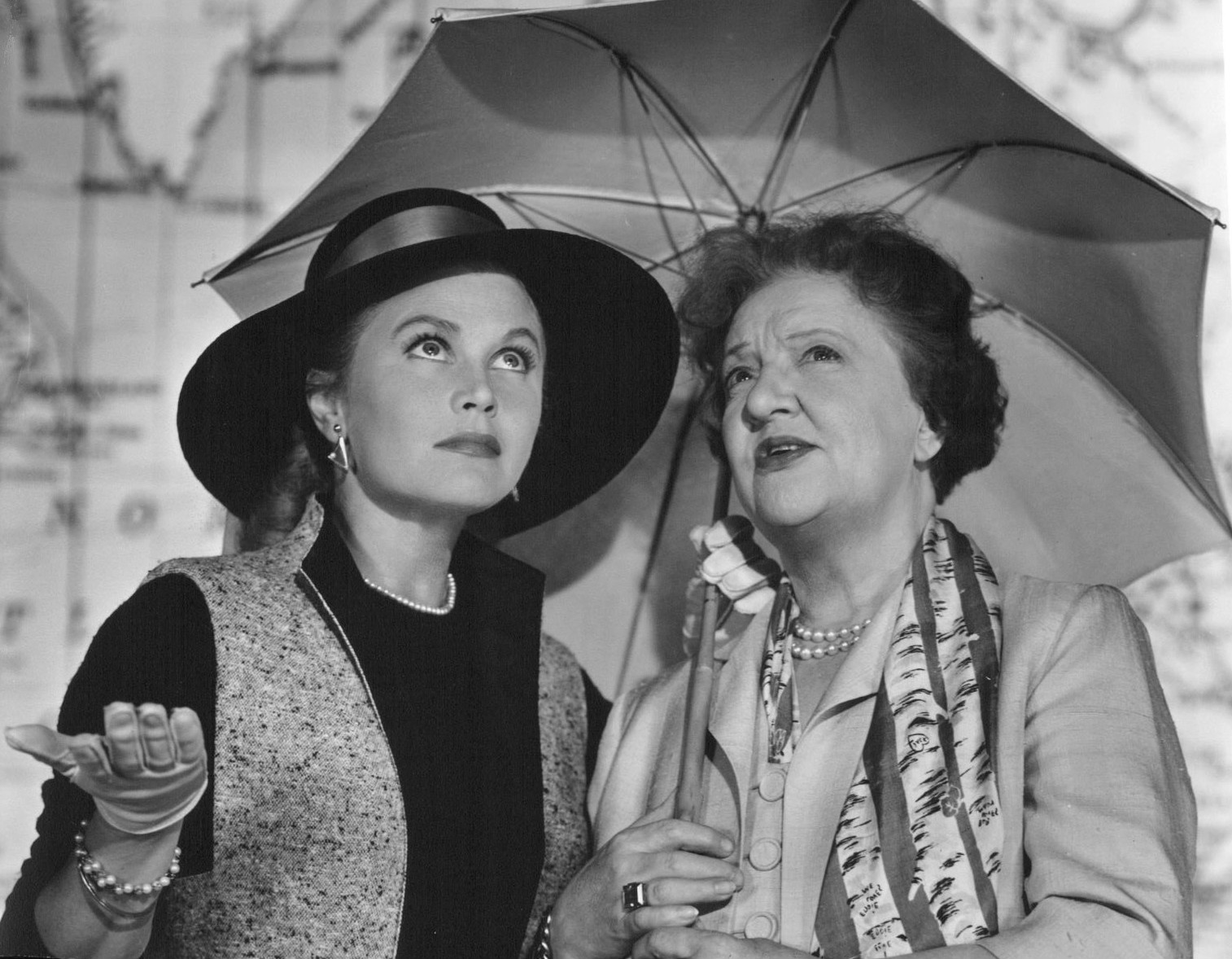
Con Marion Lorne in un episodio della serie televisiva Sally (1957)

Raggiunto il massimo della popolarità alla fine degli anni quaranta, la Caulfield non ottenne il rinnovo del contratto dalla Paramount, diradò le apparizioni cinematografiche dopo la commedia Ogni anno una ragazza (1950) e passò quindi a lavorare per il piccolo schermo fin dall'inizio degli anni cinquanta, ottenendo un buon successo come protagonista delle serie My Favorite Husband (1953) e Sally, di cui interpretò 25 episodi tra il 1957 e il 1958. Durante il decennio apparve sul grande schermo in due soli altri film, la commedia Innamorati dispettosi (1952), nella parte della scrittrice femminista Dorinda Hatch, accanto a David Niven, e nel melodramma esotico Le piogge di Ranchipur (1955), a fianco di Lana Turner e Richard Burton.
Durante gli anni sessanta l'attrice apparve ancora sul piccolo schermo nella serie poliziesca La legge di Burke (1963-1965) e in un episodio di Io e i miei tre figli (1966), sit-com per famiglie interpretata da Fred MacMurray. Per il grande schermo interpretò un paio di western a basso costo ma di discreta fattura, Il vendicatore del Texas (1963) e Il grido di guerra dei Sioux (1967). In quest'ultimo anno apparve anche nell'episodio pilota della serie western Ai confini dell'Arizona, in cui interpretò il ruolo di Annalee Cannon, la moglie di "Big" John Cannon (Leif Erickson), l'allevatore che si stabilisce in Arizona nel ranch "High Chaparral". Il personaggio di Annalee Cannon esce però di scena nel medesimo episodio, uccisa dagli indiani, e in seguito "Big" John si risposerà con la giovane Victoria (Linda Cristal), figlia di Don Sebastian, patriarca della famiglia messicana rivale dei Montoya.
Le successive apparizioni sul piccolo schermo della Caulfield furono sempre più sporadiche e limitate a un episodio delle serie poliziesche Baretta (1977) e La signora in giallo (1987).

## Vita privata
Nel 1950 Joan Caulfield sposò il produttore e regista Frank Ross, che la diresse nella commedia Innamorati dispettosi (1951), e che produsse Le piogge di Ranchipur (1955). Il matrimonio, da cui nacque un figlio, Caulfield Kevin, terminò nel 1960 con il divorzio. L'attrice sposò nello stesso anno il dentista Robert Peterson, da cui ebbe un altro figlio, John Caulfield, e da cui divorziò nel 1966. Colpita da un tumore, morì il 18 giugno 1991, all'età di 69 anni.

## Filmografia

### Cinema
- Miss Susie Slagle's, regia di John Berry (1946)
- Monsieur Beaucaire, regia di George Marshall (1946)
- Cieli azzurri (Blue Skies), regia di Stuart Heisler, co-regia (non accreditato) Mark Sandrich (1946)
- Sessanta lettere d'amore (Dear Ruth), regia di William D. Russell (1947)
- Benvenuto straniero! (Welcome Stranger), regia di Elliott Nugent (1947)
- L'alibi di Satana (The Unsuspected), regia di Michael Curtiz (1947)
- Filibustieri in gonnella (The Sainted Sisters), regia di William D. Russell (1948)
- Ladri in guanti gialli (Larceny), regia di George Sherman (1948)
- Abbasso mio marito (Dear Wife), regia di Richard Haydn (1949)
- Ogni anno una ragazza (The Petty Girl), regia di Henry Levin (1950)
- Innamorati dispettosi (The Lady Says No), regia di Frank Ross (1951)
- Le piogge di Ranchipur (The Rains of Ranchipur), regia di Jean Negulesco (1955)
- Il vendicatore del Texas (Cattle King), regia di Tay Garnett (1963)
- Il grido di guerra dei Sioux (Red Tomahawk), regia di R.G. Springsteen (1967)
- Buckskin - I conquistatori del West (Buckskin), regia di Michael D. Moore (1968)
- La gang dei doberman colpisce ancora (The Daring Dobermans), regia di Byron Chudnow (1973)
- Pony Express Rider, regia di Robert Totten (1976)

### Televisione
- Robert Montgomery Presents – serie TV, 1 episodio (1952)
- Hollywood Opening Night – serie TV, 1 episodio (1952)
- My Favorite Husband – serie TV, 1 episodio (1953)
- Celebrity Playhouse – serie TV, episodio 1x36 (1956)
- Schlitz Playhouse of Stars – serie TV, 3 episodi (1951-1956)
- Screen Directors Playhouse – serie TV, episodio 1x32 (1956)
- Lux Video Theatre – serie TV, 2 episodi (1950-1956)
- The Ford Television Theatre – serie TV, 2 episodi (1952-1957)
- Sally – serie TV, 26 episodi (1957-1958)
- Pursuit – serie TV, episodio 1x06 (1958)
- General Electric Theater – serie TV, episodio 7x25 (1959)
- Hong Kong – serie TV, episodio 1x24 (1961)
- Cheyenne – serie TV, 1 episodio (1962)
- La legge di Burke (Burke's Law) – serie TV, 3 episodi (1963-1965)
- Io e i miei tre figli (My Three Sons) – serie TV, episodio 7x03 (1966)
- Ai confini dell'Arizona (The High Chaparral) – serie TV, episodio 1x01 (1967)
- Il mago (The Magician) – serie TV, 1 episodio (1973)
- The Space-Watch Murders – film TV (1975)
- La lunga faida (The Hatfields and the McCoys), regia di Clyde Ware – film TV (1975)
- Baretta – serie TV, 1 episodio (1977)
- La signora in giallo (Murder, She Wrote) – serie TV, episodio 4x09 (1987)

## Doppiatrici italiane
- Renata Marini in Cieli azzurri, Abbasso mio marito, Sessanta lettere d'amore, Ladri in guanti gialli, Filibustieri in gonnella
- Laura Carli in Monsieur Beaucaire
- Rina Morelli in Le piogge di Ranchipur
- Flaminia Jandolo in Il vendicatore del Texas
- Rita Di Lernia in La signora in giallo